# Картер, Эллиотт
Эллиотт Кук Картер (англ. Elliott Cook Carter, Jr.; 11 декабря 1908, Нью-Йорк — 5 ноября 2012, там же) — американский композитор.

## Биография
В первых опытах был поддержан Чарлзом Айвзом, учился музыке в Гарвардском университете, впоследствии занимался в Париже у Нади Буланже. Вернулся в США в 1935, учился в 1939—1941 математике, физике, древним языкам. Во время Второй мировой войны работал в Отделе военной информации правительства США. В 1946—1970-х годах преподавал музыку в крупнейших американских университетах.

## Творчество
Складывался под воздействием Стравинского и Хиндемита, был близок к неоклассицизму. В период войны испытал влияние Сэмюэла Барбера. После 1950, сохраняя барберовские лирические интонации, пришёл к атональной музыке, где материал развивается в нескольких темпах одновременно.

## Произведения
- Pocahontas (1938—1939, балет, пост. Джорджа Баланчина)
- Symphony No. 1 (1942, новая редакция — 1954)
- Elegy для альта и фортепиано (1943)
- Holiday Overture (1944, новая редакция — 1961)
- Pastoral для альта и фортепиано (1945)
- Piano Sonata (1945—1946)
- The Minotaur (1947, балет)
- Cello Sonata (1948)
- Eight Etudes and a Fantasy for Wind Quartet (1949)
- String Quartet No.1 (1951)
- Variations for orchestra (1955)
- String Quartet No.2 (1959)
- Double Concerto for piano, harpsichord and 2 chamber orchestras (1959—1961)
- Piano Concerto (1964)
- Eight Pieces for Four Timpani (1950—1966)
- Concerto for Orchestra (1969, по поэме Сен-Жон Перса «Ветра»)
- String Quartet No.3 (1971)
- Brass Quintet (1974)
- Duo for Violin & Piano (1974)
- A Mirror on Which to Dwell for Soprano and Ensemble (1975, на стихи Э. Бишоп)
- A Symphony of Three Orchestras (1976)
- Syringa for Mezzo-Soprano, Bass-Baritone, Guitar and Ensemble (1978, на стихи Дж. Эшбери)
- Three Poems of Robert Frost for Baritone and Ensemble (1942, переложение для оркестра — 1980)
- Night Fantasies for Piano (1980)
- In Sleep, in Thunder for Tenor and Ensemble (1981, на стихи Роберта Лоуэлла)
- Changes for Guitar (1983)
- Triple Duo (1983)
- Riconoscenza per Goffredo Petrassi (1984)
- Penthode (1985)
- String Quartet No.4 (1986)
- Three Occasions for Orchestra (in three parts: A Celebration of some 150x100 notes, Remembrance and Anniversary) (1986—1989)
- Violin Concerto (1989)
- Quintet for Piano and Winds (1991)
- Trilogy for Oboe and Harp (in three parts: Bariolage for Harp, Inner Song for Oboe and Immer Neu for Oboe and Harp) (1992)
- Of Challenge and of Love for Soprano and Piano (1994)
- String Quartet No.5 (1995)
- Symphonia: Sum Fluxae Pretiam Spei (in three parts: Partita, Adagio Tenebroso and Allegro Scorrevole) (1993—1996)
- Clarinet Concerto (1996)
- What Next (1997, опера)
- Luimen for Ensemble (1997)
- Quintet for Piano and Winds (1997)
- Tempo e Tempi for Soprano, Oboe, Clarinet, Violin and Cello (1998—1999, на стихи Дж. Унгаретти и С. Квазимодо)
- Two Diversions for Piano (1999)
- Four Lauds for Solo Violin (1999, 1984, 2000, 1999)
- ASKO Concerto (2000)
- Oboe Quartet (2001)
- Cello Concerto (2001)
- Of Rewaking for mezzo-soprano and orchestra (2002, на стихи У. К. Уильямса)
- Boston Concerto (2002)
- Au Quai для фагота и альта (2002)
- Dialogues for Piano and Orchestra (2003)
- Three Illusions for Orchestra (in three parts: Micomicón, Fons Juventatis and More’s Utopia) (2002—2004)
- Mosaic for Harp and Ensemble (2004)
- Réflexions for Ensemble (2004)
- Soundings for Piano and Orchestra (2005)
- Intermittences for Piano (2005)
- Catenaires for Piano (2006)
- In the Distances of Sleep для голоса и ансамбля (2006)
- Horn concerto (2007)
- Interventions for piano and orchestra (2007)
- Figment IV для альта соло (2007)
- Clarinet Quintet (2007)
- Flute Concerto (2008)
- Poems of Louis Zukofsky для меццо-сопрано и кларнета (2008)
- On Conversing with Paradise для баритона и камерного оркестра (2008)
- Due Duetti for Violin and Cello (2008-2009)
- Figment V for marimba (2009)
- Conversations for piano, percussion, and chamber/full orchestra (2010)
- A Sunbeam’s Architecture for tenor and chamber orchestra (2010)
- Three Explorations for bass-baritone, winds, and brass (2011)
- String Trio (2011)
- Double Trio for trumpet, trombone, percussion, piano, violin and cello (2011)
- Rigmarole for cello and bass clarinet (2011)
- Mnemosyné for violin (2011)
- Dialogues II for piano and chamber orchestra (2012)
- Instances for chamber orchestra (2012)
- 12 Short Epigrams for piano (2012)

## Признание
- Пулитцеровская премия — за струнные квартеты (1960, 1973),
- Премия Эрнста Сименса (1981),
- Национальная медаль США в области искусств (1985),
- член Американской Академии искусства и литературы (1967).

## Тексты
- Collected essays and lectures, 1937—1995. Rochester: University of Rochester Press, 1998